# Armando Almánzar
Armando Almánzar (nacido como Armando Almánzar Rodríguez; 22 de mayo de 1935 en Santo Domingo, República Dominicana-Santo Domingo, 12 de julio de 2017) fue un cuentista, novelista, periodista y crítico de cine dominicano. Es considerado uno de los cuentistas más importantes entre los escritores dominicanos, así como uno de los críticos de cine más destacados y prolíficos de la República Dominicana.
Almánzar fue una figura destacada de la Generación del Sesenta, junto a escritores como René del Risco Bermúdez, Miguel Alfonseca y Jeannette Miller. Publicó más de una veintena de libros, entre ellos cinco novelas. Cursó la carrera de Derecho en la Universidad Autónoma de Santo Domingo (UASD), pero la abandonó para dedicarse a la crítica de cine y a la narrativa.
Inició sus actividades intelectuales en 1963, escribiendo sobre cine en el periódico Listín Diario. Desde entonces, escribió en los principales diarios y revistas del país. Presentó, además, programas radiales y de TV durante más de cincuenta años.

## Biografía
Armando Almánzar Rodríguez, nació el 22 de mayo de 1935 en Santo Domingo. Hijo de Armando Almánzar González y Luz Rodríguez de Almánzar. Contrajo matrimonio con la señora Emilia Melgen en 1965, con quien tuvo tres hijos. Ingresó a la Universidad Autónoma de Santo Domingo a estudiar la carrera de Derecho, pero su pasión por el arte cinematográfico lo condujo por otro camino.
Inició sus actividades intelectuales en 1963 escribiendo sobre cine en el periódico “Listín Diario”, gracias a la benevolencia de don Rafael Herrera, director del renacido diario. Su columna "Cine", como se llamó por muchos años, se convirtió en un referente de los cinéfilos dominicanos. Desde entonces, escribe en los principales diarios y revistas del país. Y presenta programas radiales y de TV de manera ininterrumpida hasta 2016, cumplió más 50 años en esas actividades. Durante varios años, condujo el popular programa de radio "A la hora señalada", coproducido con el dramaturgo Arturo Rodríguez Fernández, quien, a su vez, ejercía el oficio de crítico de cine durante más de treinta años, tanto en periódicos y revistas como en la televisión y la radio.

## Carrera literaria
En lo que se refiere a la literatura, es en 1966 cuando Almánzar incursiona por vez primera al participar en el Primer Concurso Dominicano de Cuentos organizado por la sociedad cultural La Máscara, que fue la semilla de lo que es hoy Casa de Teatro. En dicho concurso, que contaba entre sus jurados al laureado Juan Bosch, Almánzar ganó el Primer Premio Exaequo junto a Abel Fernández Mejía y Miguel Alfonseca, con su cuento “El Gato”, uno de los más antologados relatos dominicanos en toda la historia de nuestras letras, tanto en antologías nacionales como extranjeras, apareciendo incluso una traducción al alemán en una revista literaria de esa nación europea. En ese mismo concurso también ganó una Mención con su cuento “Límite”.
Como cuentista, Almánzar recibió numerosos premios: primer premio Exaequo en el concurso organizado en el 1966 por la sociedad cultural La Máscara, por el cuento, “El gato”, con un jurado presidido por Juan Bosch, y el primer premio del concurso la Casa de Teatro en 1977 por “Infancia feliz”. Su obra “Cuentos en cortometraje” (1993), fue seleccionada por la Casa del Escritor como la mejor en su género en 1994.               
Otras obras publicadas incluyen “Infancia feliz” (1978), “Selva de agujeros negros para "Chichí la Salsa" (1985), “Cuentos en cortometrajes” (1993), “Marcado por el mar” (1995). En 1998 recibió el Premio Anual de Cuento por “El elefante y otros relatos extraños” (1998), “Arquímedes y el Jefe y otros cuentos de la Era” (1999), edición de Banco Central de la República Dominicana.
En el año 2001 realizó una selección de sus mejores cuentos y publicó “Antología casi personal”, en 2003 apareció su primera novela, “Un siglo de sombras”; en 2007, la Editora Norma publicó “Desconocido en el parque”, y “Vórtice” (2009).
En los últimos años ha tenidos nuevos galardones en narrativa, con sus libros “Ciudad en sombras: Caso de Capitán Cardona” (2003) Premio Anual de Cuento. “Concerto Grosso” (2006), y  “Thaksgiving  Day” (2010) Premio Anual de cuentos, ambos publicados por el Banco Central, “Re-Armando cuentos” (2010), una voluminosa selección de cuentos publicada por Ediciones Ferilibro.
Armando Almánzar se destaca,  sobre todo en sus cuentos, por su vena humorística fuera de lo común y casi inexistente en la literatura dominicana. Emplea un lenguaje coloquial y muy colorido. Su encanto radica en el suspenso, en la creación de personajes interesantes  y en tratar temas totalmente actuales. Se caracteriza igualmente por su sólida trayectoria cuentística y por qué en cada una de sus colecciones se percibe el conocimiento del género narrativo, así como por la novela en la dirección estética, bien sea en el tratamiento de lo urbano, como en la objetividad de lo escribe dentro de una combinación de originalidad y fantasía.

## Fallecimiento
Armando Almánzar falleció en la ciudad de Santo Domingo, tras ser diagnosticado con una neumonía. Tenía 82 años.

## Obras
- Límite (1967)
- Narradores Dominicanos (1969)
- Infancia feliz (1978)
- Selva de agujeros negros para Chichí ‘La Salsa’ (1985)
- Cuentos en corto metraje (1993)
- Marcado por el mar (1995)
- El Elefante y otros relatos extraños (1997)
- Un siglo de sombras (2003)
- Desconocido en el parque (2007)
- Vórtice (2009)
- Thanksgiving days (2010)
- Una aventura erótica y otros cuentos (2013)

## Distinciones
- Premio Nacional de Literatura de la República Dominicana (2012)
- Premio al Mérito Periodístico (2014)
- Premio Anual de Cuento (2010)
- Premio Anual de Cuento (2003)